# Champollion et les trésors d'Égypte
Champollion et les trésors d'Égypte est un roman pour la jeunesse écrit par Philippe Nessmann en 2022. Il raconte le séjour de Jean-François Champollion, déchiffreur des hiéroglyphes, dans la vallée des Rois au printemps 1829.

## Résumé
En 1828, six ans après avoir découvert la méthode pour déchiffrer les hiéroglyphes, Jean-François Champollion se rend en Égypte pour la première fois de sa vie. Il dirige une équipe formée d'une vingtaine de savants français et toscans. En mars 1829, l'expédition s'installe dans la vallée des Rois, à l'ouest de Louxor, afin de recopier les hiéroglyphes inscrits sur les parois des tombes royales. Le site se trouvant à cinq kilomètres de la vallée du Nil, ils demandent à un paysan de leur apporter, tous les deux jours, de l'eau et des vivres. Mustapha, le fils du paysan, un garçon de douze ans handicapé par un pied bot, est chargé de faire le trajet à dos d'âne avec les victuailles. Champollion se prend d'affection pour le jeune Égyptien et lui explique l'écriture et l'histoire de ses ancêtres. Mais un jour, une fresque en provenance de la tombe de Séthi Ier, que l'égyptologue destine au musée du Louvre, disparaît. Champollion soupçonne alors Mustapha du vol...

## Autour du livre
- Le récit entremêle aspects historiques et éléments de fiction : si Champollion et les membres de l'expédition franco-toscane ont vraiment campé dans la tombe de Ramsès IV, le personnage de Mustapha a quant à lui été imaginé[2]. Ce garçon très intelligent est une sorte d'alter ego de Champollion. C'est à lui que l'égyptologue explique comment il a déchiffré les hiéroglyphes.
- La fresque représentant Séthi Ier et la déesse Hathor, élément important du roman, était peinte sur un mur de calcaire du tombeau de Séthi Ier. L'équipe de Champollion l'a découpée dans la masse pour la rapporter en France et l'exposer au musée du Louvre. Elle s'y trouve aujourd'hui encore. Le vol de la stèle est un élément de fiction du livre : il permet à l'auteur de développer une intrigue policière[3] et de « soulever le problème de la sortie des œuvres d'art de leur pays d'origine[4] ».
- Le livre a paru en 2022, à l'occasion du bicentenaire de la lettre à M. Dacier dans laquelle Champollion explique sa découverte. Un autre roman du même auteur se déroule dans la vallée des Rois, mais un siècle plus tard : Dans les pas de Toutankhamon raconte l'histoire vraie de la découverte de Toutânkhamon par l'archéologue britannique Howard Carter, en novembre 1822[5].

## Prix littéraires
En 2023, Champollion et les trésors d'Égypte a fait partie de la sélection du Grand prix des jeunes lecteurs dans la catégorie CM1/CM2/6e, et a été lauréat du Prix du roman historique jeunesse des Rendez-Vous de l'histoire de Blois, dans la catégorie 5e/4e.

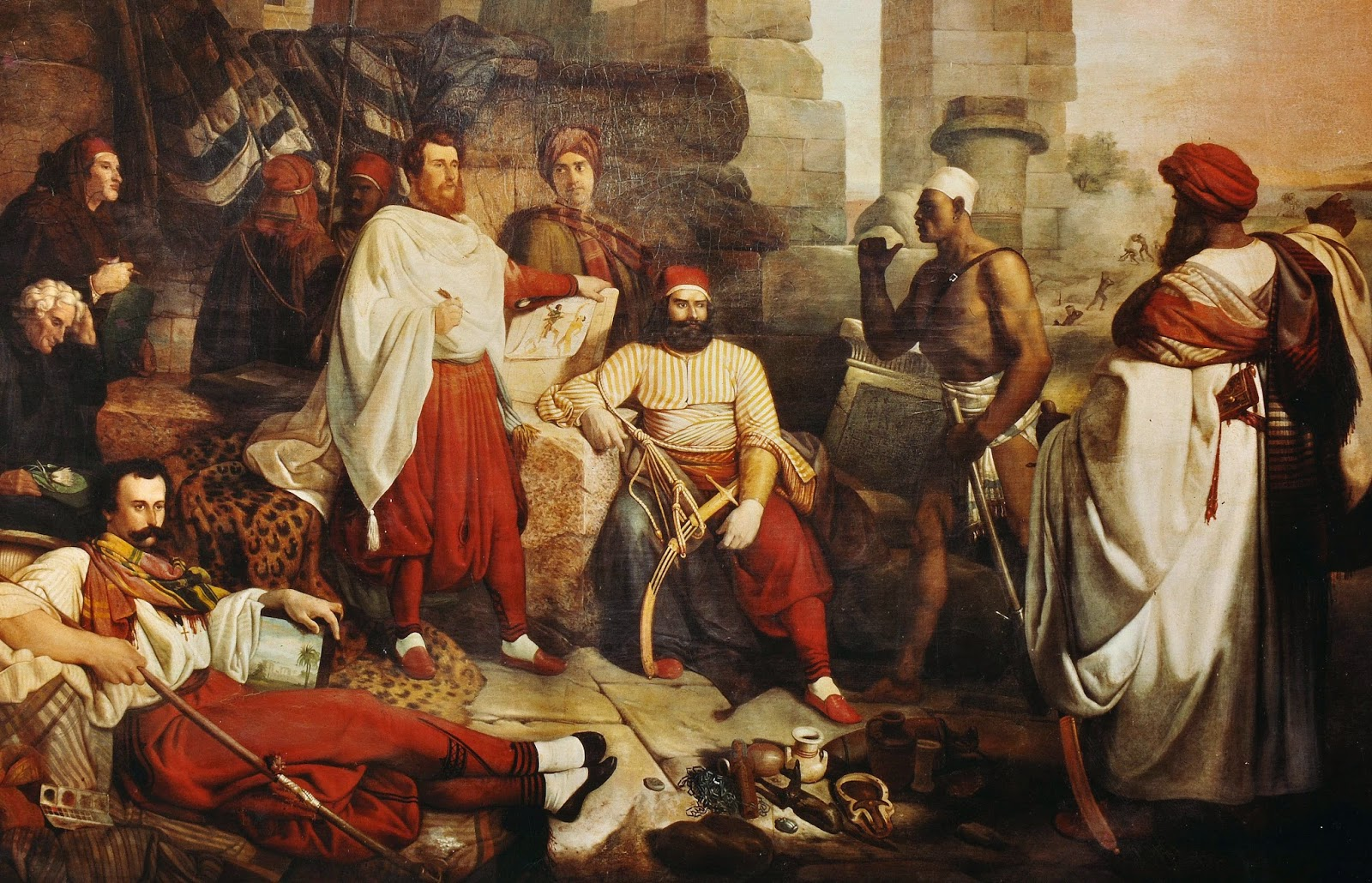
Jean-François Champollion (assis au centre) lors de l'expédition franco-toscane de 1828
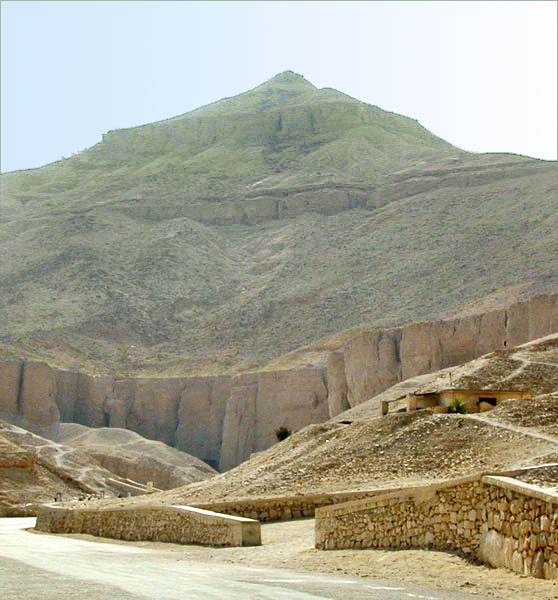
La vallée des Rois, à l'ouest de Louxor, en 2002
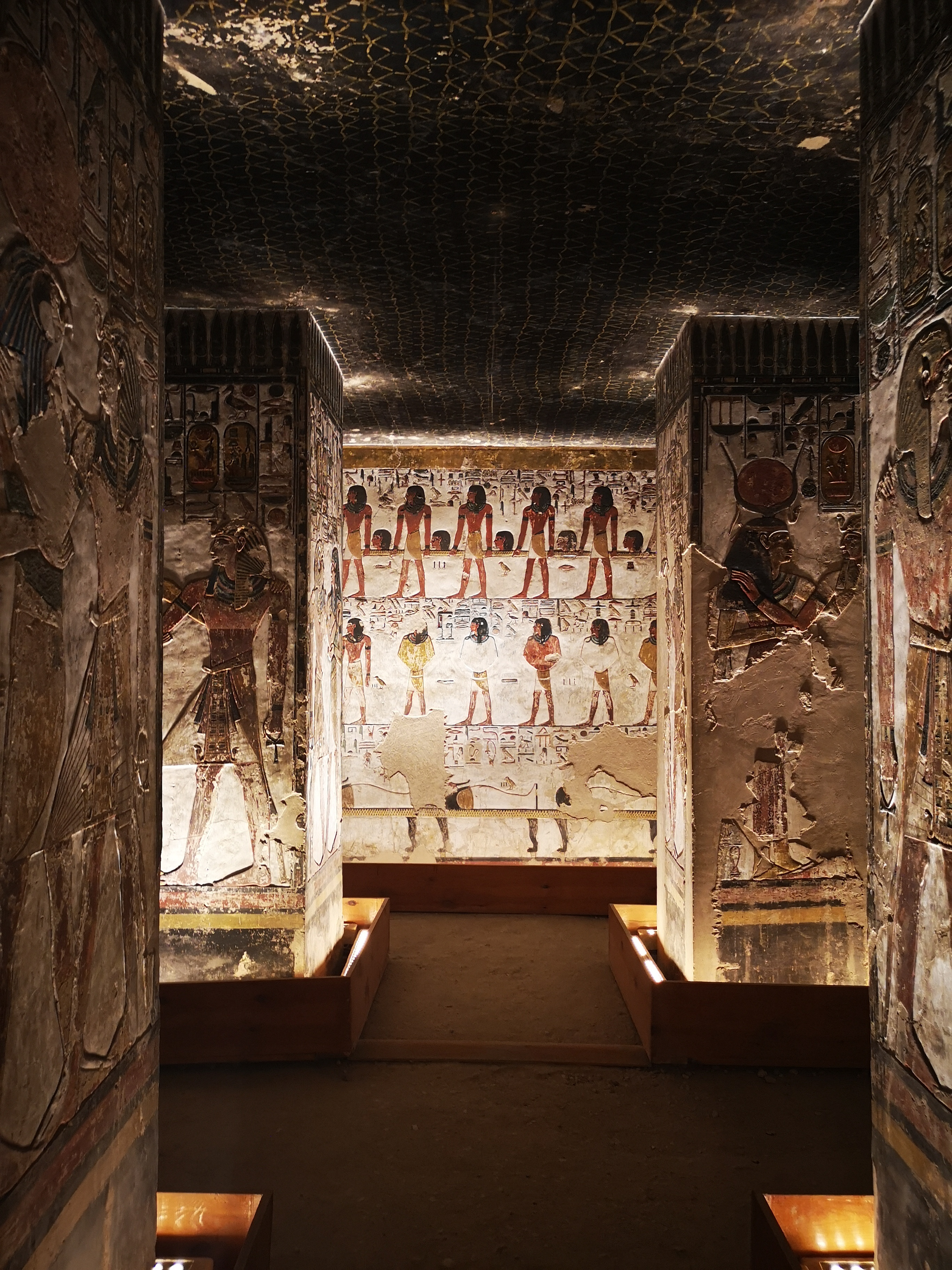
L'intérieur de la tombe de Séthi Ier
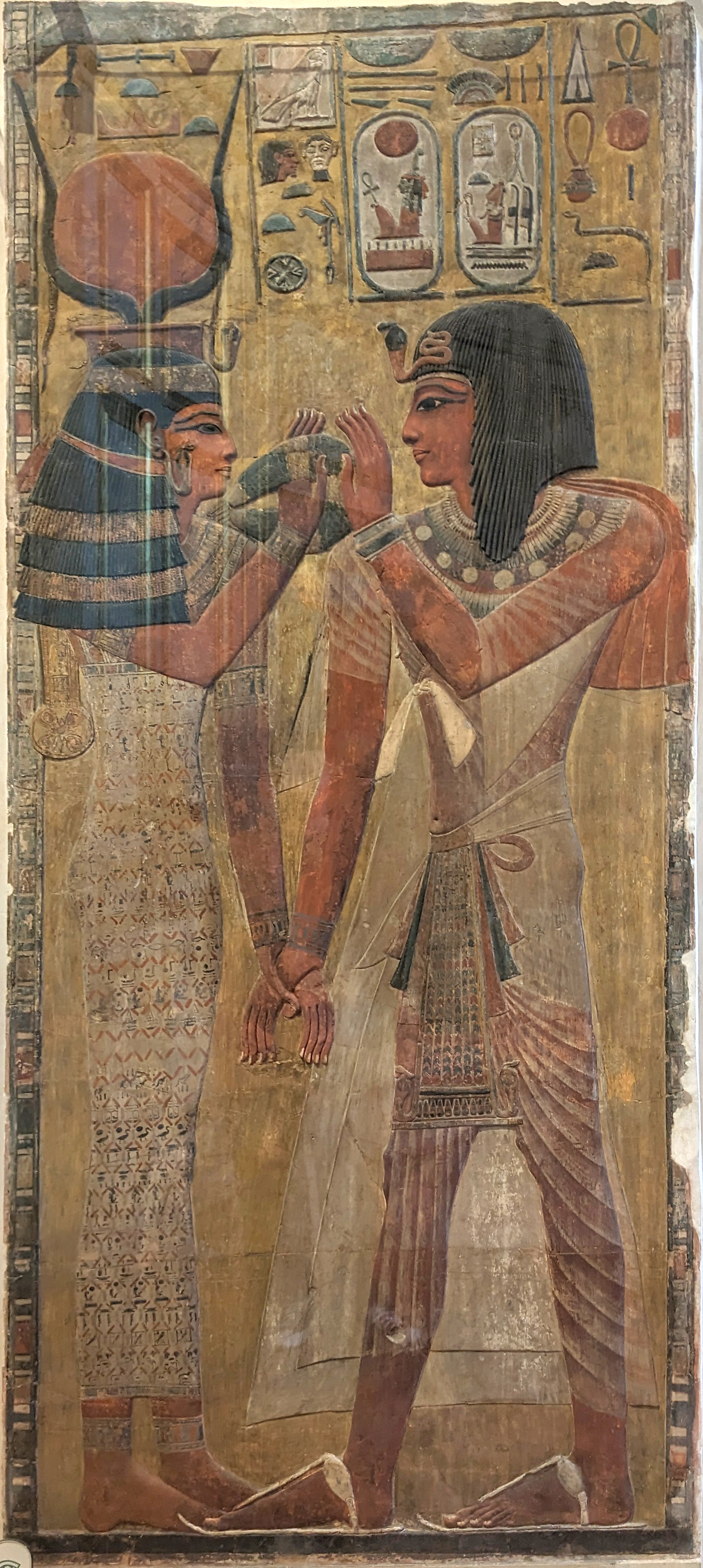
La fresque de Séthi Ier et de la déesse Hathor, rapportée par Champollion en 1829 et exposée au musée du Louvre